# Eloka
Eloka (Akoualo en langue ébrié) est une petite bourgade de la Côte d'Ivoire située au bord du littoral ivoirien, et proche de la capitale économique, Abidjan. Cette bourgade, constituée de deux entités à savoir Elokaté et Elokato, est devenue un chef-lieu de commune. Elle fait partie de la sous-préfecture de Bingerville et est peuplée par les Ébriés.

## Bac d'Eloka
Eloka est célèbre pour avoir donné son nom à un des grands arrêts de la jurisprudence administrative, en l'espèce, un arrêt du Tribunal des conflits français de 1921, à la suite du naufrage brutal, dans la nuit du 5 au 6 septembre 1920, du bac d’Eloka qui transportait, notamment, une automobile appartenant à la Société commerciale de l’Ouest africain (SCOA) (la Côte d'Ivoire était encore une colonie de l'Afrique Occidentale Française). 
Le bac d'Eloka est toujours en activité. Le 30 mai 2022, un camion sur le bac bascule dans la lagune et endommage le câble de maintien du bec du bac, le mettant ainsi temporairement hors service.